# Richard von Weizsäcker
Richard Karl Freiherr von Weizsäcker ( /fɔn ˈvaɪt͡szɛkɐ/) est un homme d'État allemand, membre de l'Union chrétienne-démocrate d'Allemagne, né le 15 avril 1920 à Stuttgart et mort le 31 janvier 2015 à Berlin.
Élu député fédéral en 1969, il échoue à remporter l'élection présidentielle cinq ans plus tard. En 1979, il se présente aux élections locales à Berlin-Ouest et devient vice-président du Bundestag. Après les élections anticipées de 1981, il est investi bourgmestre-gouverneur de Berlin-Ouest.
En 1984, il se représente à l'élection présidentielle et se fait élire au premier tour avec une forte majorité, grâce au soutien des sociaux-démocrates et des libéraux. Sollicitant le renouvellement de son quinquennat en 1989, il est réélu à l'unanimité. Président populaire, respecté, il réalise des interventions fortes dans le débat public. Il quitte ses fonctions en 1994, après avoir achevé son second mandat présidentiel.

## Biographie

### Issu d'une famille prestigieuse
Richard von Weizsäcker est le petit-fils de Karl von Weizsäcker (1853-1926) qui a été ministre-président du royaume de Wurtemberg de 1906 à 1918. Son père, Ernst von Weizsäcker (1882-1951), — important diplomate nazi, nommé en 1938 par Hitler secrétaire général du ministère des Affaires étrangères du Reich, puis ambassadeur auprès du Saint-Siège de juin 1943 à juin 1944, condamné aux travaux forcés par les Alliés lors du procès de la Wilhelmstrasse —. Son frère aîné est le physicien et philosophe Carl Friedrich von Weizsäcker (1912-2007).

### Une jeunesse à l'étranger
Son enfance se déroule en grande partie à l'étranger, du fait des responsabilités de son père : il passe notamment quelques années en Suisse (à Bâle et Berne) et au Danemark. À 17 ans, il part en Grande-Bretagne pour étudier la philosophie et l'histoire à Oxford, puis il poursuit ses études en France, à Grenoble.

### Durant la guerre
Après le déclenchement de la Seconde Guerre mondiale, il est mobilisé dans la Wehrmacht et sert avec son frère Heinrich dans la 23e division d'infanterie. Il termine le conflit au grade de capitaine de réserve.

### Retour à la vie civile
Blessé dans les combats de Prusse-Orientale en 1945, il est rapatrié dans sa région d'origine, où il reprend ses études d'histoire et de droit à l'université de Göttingen. En 1953, il épouse la fille adoptive d'un industriel, Marianne von Kretschmann. De ce mariage, naîtront quatre enfants :
- Robert Klaus von Weizsäcker (né en 1954), professeur d'économie.
- Andreas von Weizsäcker (1956–2008)
- Marianne Beatrice von Weizsäcker (née en 1958)
- Fritz Eckhart von Weizsäcker (1960-2019)[2],[3]

### Débuts en politique
Il adhère en 1954 à l'Union chrétienne-démocrate d'Allemagne (CDU), le parti du chancelier Konrad Adenauer. Ayant échoué à se faire investir candidat aux élections fédérales du 19 septembre 1965, il est coopté au comité directeur fédéral en 1966 et en est élu membre en mai 1967, lors du congrès fédéral de Brunswick.
En 1968, il est proposé par Helmut Kohl comme candidat à l'investiture de la CDU/CSU pour l'élection présidentielle de l'année suivante. Il ne recueille cependant que 20 voix à la commission de sélection, contre 45 au ministre fédéral de la Défense Gerhard Schröder.

### Ascension
Aux élections fédérales du 28 septembre 1969, il se fait élire député de la Rhénanie-Palatinat au Bundestag. Environ deux ans plus tard, en mai 1971, il est choisi comme président de la commission politique de la CDU lors du congrès de Sarrebruck sur proposition du nouveau président du parti, Rainer Barzel, un poste qu'il occupe sept ans.
À la suite de l'échec des chrétiens-démocrates aux élections fédérales anticipées du 19 novembre 1972, Barzel renonce progressivement à ses fonctions dirigeantes, démissionnant le 9 mai 1973 de la présidence du groupe parlementaire. Richard von Weizsäcker se lance alors dans la course à sa succession, mais il est battu le 17 mai par Karl Carstens. Il devient alors vice-président du groupe.
À l'approche de l'élection présidentielle du 15 mai 1974, il est investi comme candidat de la CDU/CSU au détriment de Hans Filbinger. Opposé au vice-chancelier libéral Walter Scheel, il recueille 498 voix, contre 530 à son adversaire, élu président fédéral dès le premier tour. Lors de la campagne pour les élections fédérales du 3 octobre 1976, il fait partie de l'équipe politique du candidat à la chancellerie, Helmut Kohl.

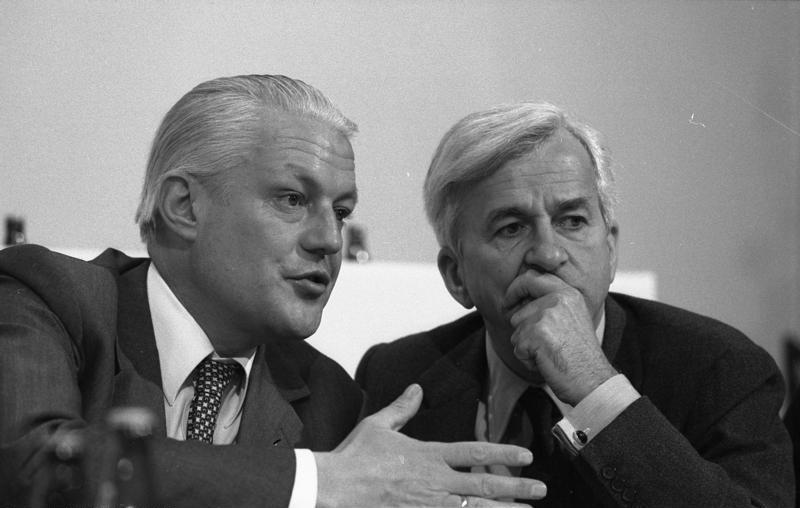
Richard von Weizsäcker et Gerhard Stoltenberg en 1978.

Réélu député fédéral de la Rhénanie-Palatinat lors du scrutin, il est choisi comme chef de file de la CDU aux élections locales du 18 mars 1979 à Berlin-Ouest. Avec un score de 44,4 % des voix, les chrétiens-démocrates obtiennent 63 sièges de députés sur 135 et ne sont ainsi pas en mesure de gouverner.
Le 31 mai suivant, Richard von Weizsäcker se présente à la vice-présidence du Bundestag, en remplacement de Richard Stücklen qui succède à Karl Carstens, élu président fédéral le 23 mai. Cependant, en raison de sa qualité de député local de Berlin, le Parti social-démocrate d'Allemagne (SPD) et le Parti libéral-démocrate (FDP) demandent un report du vote au 21 juin. Le jour du scrutin, l'élection se tient à bulletins secrets, contrairement à la tradition, ce qui n'empêche pas son élection par 272 voix sur 489.
Le 17 décembre, il démissionne de la Chambre des députés de Berlin. Aux élections fédérales du 5 octobre 1980, il se fait élire député de Berlin, puis est reconduit à la vice-présidence du Bundestag à l'unanimité des voix.

### Maire de Berlin

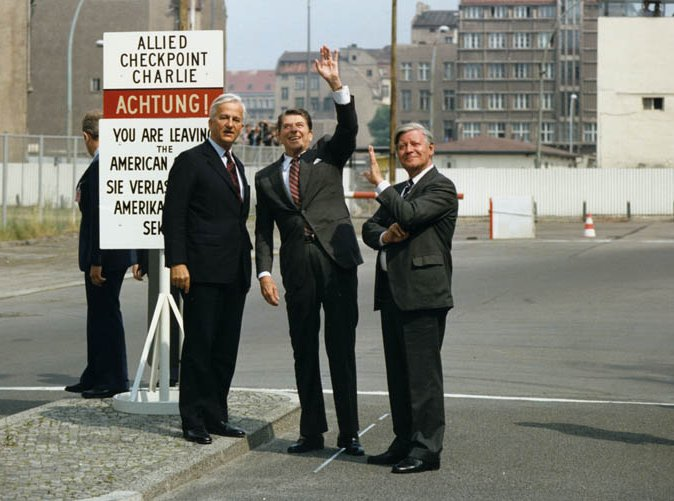
Richard von Weizsäcker, Ronald Reagan et Helmut Schmidt à Checkpoint Charlie en 1982.

Les divisions de la coalition SPD-FDP à Berlin-Ouest amènent à la convocation d'élections locales anticipées le 10 mai 1981. Président de la CDU locale et déjà chef de file en 1979, Richard von Weizsäcker est logiquement investi pour emmener les chrétiens-démocrates. Le score de 48 % des suffrages exprimés — le meilleur de toute l'histoire de la CDU de Berlin — permet au parti de s'adjuger 65 mandats sur 132.
Fort d'une minorité représentant 49,2 % des sièges et d'une opposition divisée par l'émergence de la Liste alternative pour la démocratie et la protection de l'environnement (AL), il est investi bourgmestre-gouverneur le 11 juin à la tête d'un gouvernement minoritaire, et démissionne quatre jours plus tard du Bundestag. Le 17 mars 1983, à la suite du changement de coalition au gouvernement fédéral, il forme une coalition noire-jaune avec le FDP, garantissant ainsi une majorité de 72 députés.

### Président fédéral d'Allemagne

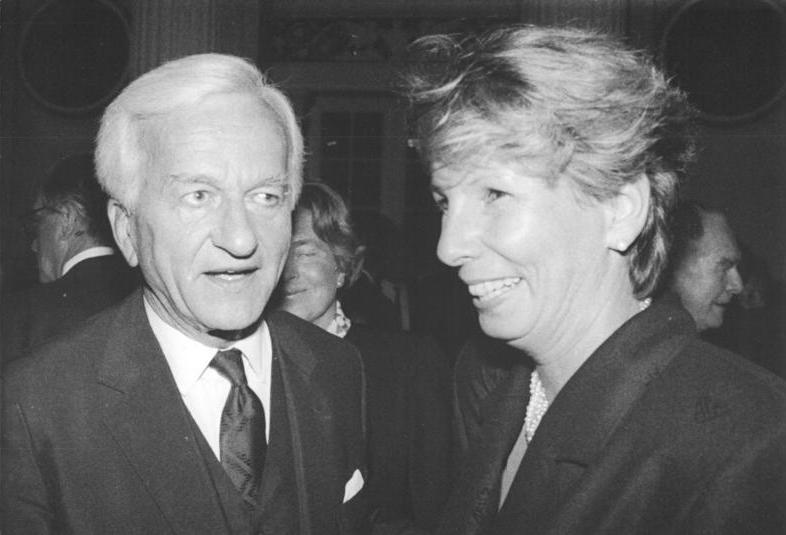
Richard von Weizsäcker et Sabine Bergmann-Pohl, le 2 octobre 1990.

Après le refus exprimé par Ernst Albrecht, Kohl lui propose de se présenter à l'élection présidentielle du 23 mai 1984. Il est investi par la CDU/CSU en novembre 1983 et reçoit le soutien du SPD et du FDP. Il démissionne de ses fonctions exécutives le 9 février 1984 et les cède à Eberhard Diepgen. Le jour du vote, il s'impose avec 832 voix sur 1 000. Président fédéral le mieux élu depuis Theodor Heuss en 1954, il prend ses fonctions le 1er juillet suivant.
Réputé pour son éloquence et particulièrement respecté par l'ensemble de la classe politique allemande, il postule pour un second mandat lors de l'élection du 23 mai 1989. Il est le premier chef de l'État depuis Heinrich Lübke à se présenter à sa réélection. Il obtient 881 suffrages favorables et ne se trouve opposé à aucun adversaire, un fait unique dans l'histoire politique de l'Allemagne démocratique. Seul Joachim Gauck, en 2012, réalise un meilleur score en nombre de voix.
Durant son mandat, il élargit le champ d'intervention du président fédéral, dont les fonctions étaient alors purement représentatives. Il prend position dans le débat moral et politique, essentiellement sur des questions de société. Il se fait l'avocat d'un respect absolu des principes démocratiques, de la tolérance, de la responsabilité commune de la société et prête une attention toute particulière aux questions humanitaires et à la lutte contre la faim dans le monde. Il prononce le 8 mai 1985, lors du 40e anniversaire de la fin de la Seconde Guerre mondiale en Europe, un discours qui constitue un modèle de la façon dont un pays peut reconnaître les fautes qu'il a commises.

### Une fin de carrière active

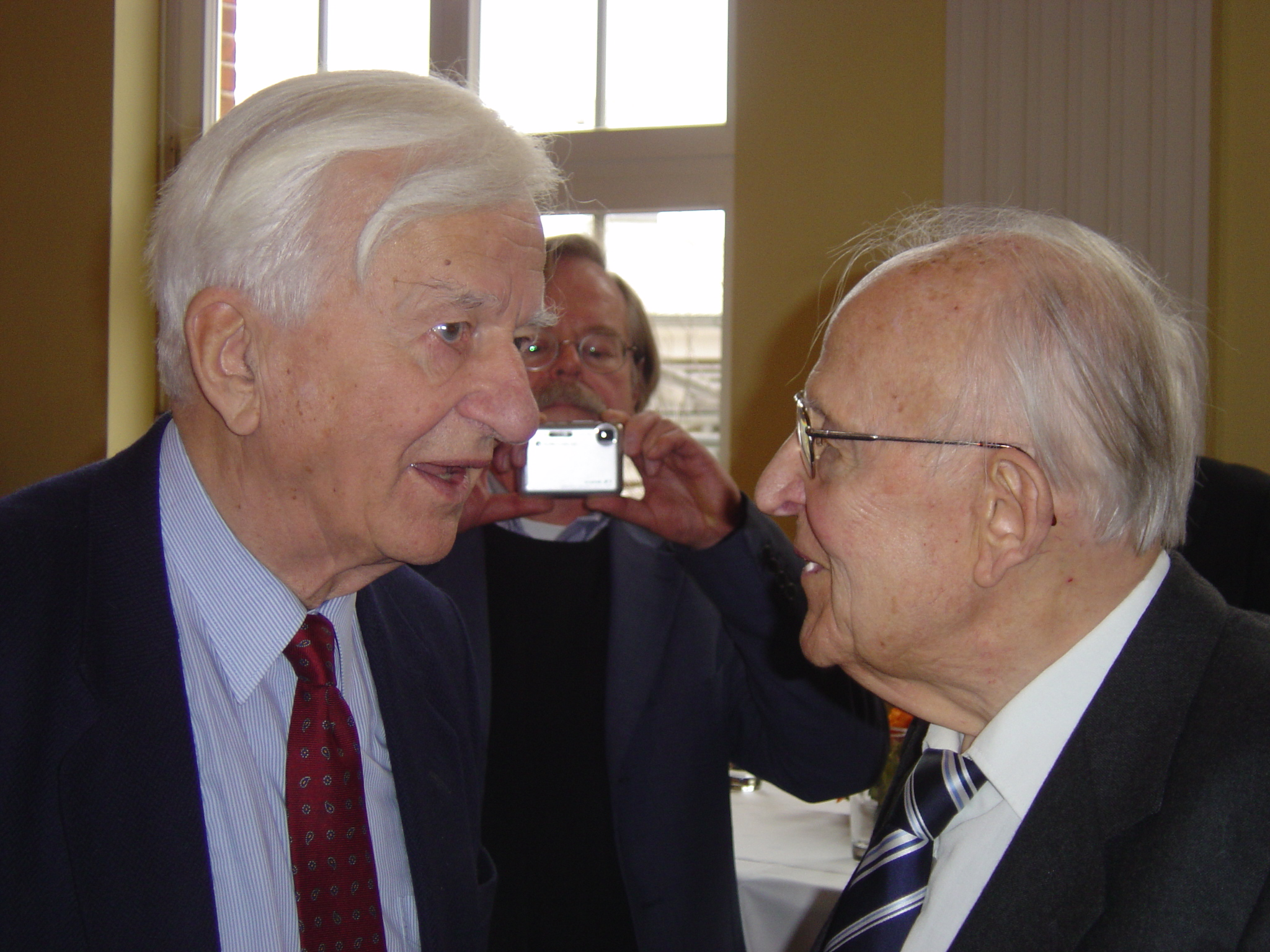
Richard von Weizsäcker en 2007.

À l'issue de ses deux mandats, il laisse la place de président fédéral à Roman Herzog. Continuant à faire profiter de son expérience les instances nationales et internationales, il préside le groupe de travail indépendant chargé de préparer l'avenir de l'ONU, puis est nommé par le gouvernement rouge-vert président de la commission chargée de la réforme de la Bundeswehr ; il participe enfin aux travaux préparatoires de la Convention sur l'avenir de l'Europe.
Il meurt le 31 janvier 2015 à Berlin, et est inhumé au Waldfriedhof Dahlem am Hüttenweg de Dahlem.

## Distinctions

### Décorations
- Grand-croix de l'ordre du Mérite de la République fédérale d'Allemagne en 1984
- Collier de l'ordre de Charles III d'Espagne en 1986
- Chevalier grand-croix de l'ordre du Mérite de la République italienne en 1986
- Chevalier grand-croix de l'ordre du Lion néerlandais en 1986
- 1ère classe de l'ordre de la Croix de Terra Mariana (Estonie)
- Grand-croix de l'ordre du Mérite de la République de Pologne en 1986
- Grand-croix de l'ordre de Saint-Olaf en 1986 (Danemark)
- Grand-croix de l'ordre de Pie IX en 1986 (Vatican)
- Grand-croix de l'ordre du Lion blanc en 1986 (République tchèque)
- Membre d'honneur de l'ordre de la Couronne du Royaume en 1987 (Malaisie)
- Grand-croix de l'ordre du Quetzal en 1987 (Guatemala)
- Grand-croix avec collier de l'ordre du Faucon en 1988 (Islande)
- Grand-croix de l'ordre de l'Infant Dom Henri en 1989 (Portugal)

### Prix
- 1990 : Médaille Harnack (en)
- 1991 : Prix Heinrich Heine
- 1992 : Nansen Refugee Award du Haut Commissariat des Nations unies pour les réfugiés
- 1995 : Médaille Buber-Rosenzweig

### Honneurs
- Citoyen d'honneur des villes de Berlin en 1990 et Gdansk en 1997

Il a obtenu au moins 11 Doctorat honoris causa :
- Institut indien de technologie de Madras
- Institut Weizmann
- Katholieke Universiteit Leuven
- Université Waseda[5]
- Université d'Uppsala
- Université d'Oxford
- Université de Cambridge
- Université Harvard
- Université Charles de Prague
- Université Johns-Hopkins
- Université d'Anvers (1995)[6]